# Битва за Удбину
Битва за Удбину (сербохорв. Битка за Удбине / Bitka za Udbine) — операция югославских партизан в составе 2-й ликской ударной бригады по освобождению города Удбины, которая была предпринята в ночь с 21 на 22 августа 1942 года. В штурме участвовали части 2-й ликской ударной бригады, а также 1-й батальон 3-го Ликского отряда и 2-й батальон 1-го Ликского отряда. Несмотря на трёхкратное превосходство в силах, наличие артбатареи и даже двух лёгких танков, штурм города провалился.

## Военно-географическая справка
Город Удбина расположен на голом холме, с которого хорошо просматриваются окрестности: это даёт значительное преимущество защитникам города в случае штурма или осады. Усташи в годы войны укрепили этот город довольно сильно, вырыв многочисленные рвы и окопы, а также построив бункеры, расставив колючую проволоку и заняв все дома в городе.
Крупным недостатком города с военной точки зрения являлось отсутствие связи с внешним миром: в Лике в 1942 году была в самом разгаре борьба югославских партизан против чётников, хорватских усташей и итальянских фашистов. Именно Удбине оставался последним городом Лики, который не сдавался партизанам даже после захвата Крбавского поля.

## План атаки
Гарнизон города составляли от 500 до 600 хорошо вооружённых усташей, жандармов и домобранцев, среди которых было довольно много уголовников, грабивших сербские деревни и устраивавших там массовые убийства мирных жителей.
Атакующие части югославских партизан в составе около 1500 человек разработали план при помощи штабов НОАЮ в 1-й хорватской оперативной зоне и Ликской зоне. В нападении участвовали три батальона 2-й ликской ударной бригады (батальоны имени Стояна Матича, Огнена Прицы и Мичо Радаковича), батальон имени Бичо Кесича из 3-го отряда и 2-й батальон 1-го отряда.
У сербов было преимущество в тяжёлом вооружении: три горные пушки, гаубица и даже два лёгких танка. Подобного вооружения ранее у югославских партизан не было, и это вселило в них уверенность в том, что хорваты впадут в панику при виде танков и сдадутся, несмотря на сопротивление.

## Штурм
Атака состоялась в ночь с 21 на 22 августа, в ней были задействованы 4 батальона партизан. Батальон 1-го отряда остался в резерве. Изначально атака батальонов была успешной: во многих местах им удалось в буквальном смысле разорвать оборону противника и преодолеть рвы, а особенно дерзкими были солдаты батальона имени Стояна Матича. «Матичевцы» (так они называли себя сами) стремительной атакой захватили старинную часть города (Градину) и отбили церковь, что нанесло мощный удар по моральному состоянию гарнизона. Командир гарнизона в ужасе от произошедшего покончил с собой, не веря в то, что город удастся спасти.
Между тем сербы ошибочно решили, что дело сделано, и взяли получасовую передышку для перегруппировки. Этим и воспользовались усташи, которые не позволили сербам подготовиться к атаке и нанесли неожиданный удар. Контрнаступление небольшого отряда хорватов выбило «матичевцев» из Градины и подняло боевой дух защитников, которые присоединились к контрнаступлению, восстановили оборону и обратили ход, казалось бы, уже проигранного сражения в свою пользу.
Этот момент стал переломным в ходе битвы: нападение партизан выдохлось, оборона хорватов была залатана в мгновение ока, а темнота не позволяла сербам продолжить битву. Наиболее благоразумным вариантом было отступление к безопасным позициям, где партизан не нашла бы даже авиация, но командование 2-й ликской дивизии не считало нужным отступить и бросило в бой последние резервы, что привело к ещё более крупным жертвам.
После очередной неудачной атаки партизаны, которые весь день провели на открытой местности и не пытались скрыться, предприняли ещё одну атаку. Но усталость, темнота и страх всё-таки сказались на наступлении, вследствие чего потерь стало ещё больше. Только после этого партизаны отступили, признав свою неудачу.
Удбину удалось взять только в октябре месяце, когда усташи оттуда откровенно сбежали. После освобождения в октябре 1942 года Лика стала полностью очищенной от усташских бандформирований.